# Điểm cực trị

Các điểm đỏ là điểm cực trị, các điểm xanh là điểm uốn.

Trong toán học, một điểm cực trị của một hàm số khả vi của một biến số thực hoặc biến số phức là bất kỳ giá trị nào trong tập xác định của nó thỏa mãn đạo hàm bằng 0. Một số tác giả bao gồm các điểm giới hạn vào danh sách các điểm cực trị, nơi mà hàm số có thể được kéo dài bởi tính liên tục và đạo hàm tại đó không được xác định. Đối với một hàm số khả vi của nhiều biến số thực, một điểm cực trị là một điểm trong miền xác định của hàm số tại đó tất cả các đạo hàm riêng đều bằng 0. Giá trị của hàm số tại điểm cực trị được gọi là giá trị cực trị.
Các điểm hàm số có cực trị địa phương là các điểm cực trị.
Định nghĩa này mở rộng ra với các biến đổi vi phân giữa Rm và Rn, một điểm cực trị, trong trường hợp này là một điểm tại đó bậc của ma trận Jacobi là không phải lớn nhất. Định nghĩa mở rộng tiếp sang các biến đổi vi phân giữa các đa tạp vi phân, là các điểm tại đó bậc của ma trận Jacobi giảm đi. Trong trường hợp này, các điểm cực trị còn được gọi là các điểm rẽ nhánh.